# Linda Fäh
Linda Fäh (nacida el 10 de noviembre de 1987 en Suiza) es una modelo y ganadora de concursos de belleza suiza. Ganó el título de Miss Suiza en 2009. Aunque Fäh era favorita para el concurso de Miss Universo de 2010, no logró hacerse con el puesto. En un intento de empezar su carrera musical, Linda lanzó un álbum en septiembre de 2015 bajo el sello Telamo (Warner). El álbum se tituló Du Kannst Fliegen (que significa «Puedes Volar»).